# چاه محمدی و دکتر کارگر
چاه محمدی و دکتر کارگر یا چاه رحمت‌آباد روستایی در دهستان دهشیر بخش مرکزی شهرستان تفت استان یزد ایران است.

## جمعیت
بر پایه سرشماری عمومی نفوس و مسکن در سال ۱۳۹۵ جمعیت این روستا کمتر از ۳ خانوار بوده‌است.